# Lukas Watkowiak
Lukas Watkowiak (* 6. März 1996 in Frankfurt am Main) ist ein deutscher Fußballtorhüter, der in der Schweiz beim FC St. Gallen unter Vertrag steht.

## Karriere
In seiner Jugend spielte er für den FSV Frankfurt und den 1. FSV Mainz 05. Zur Saison 2015/16 stieg er aus der A-Jugend in die zweite Mannschaft der Mainzer auf. Nachdem er in seiner ersten Saison hinter Jannik Huth und Daniel Zeaiter der dritte Torwart gewesen war, gab er am 30. Juli 2016 sein Debüt für den 1. FSV Mainz 05 II in der 3. Liga und damit sein Profidebüt. Beim 2:2 im Spiel gegen den FSV Zwickau absolvierte er die gesamten 90 Minuten.
Zur Saison 2017/18 wechselte Watkowiak zum Drittligisten SV Wehen Wiesbaden, für den er als Ersatz für den verletzten Stammtorwart Markus Kolke beim 2:0-Sieg gegen den VfR Aalen am letzten Spieltag sein Ligadebüt im Trikot der Hessen gab. Mit der Mannschaft stieg er am Ende der Saison 2018/19 in die 2. Bundesliga auf und ging dort als Stammtorwart in die Saison 2019/20. Ab dem 9. Spieltag wurde er durch den nachverpflichteten Heinz Lindner als Nummer 1 abgelöst. Sein Vertrag war bis 2021 gültig, wurde jedoch Ende August 2020 aufgelöst, unter anderem aufgrund der Verpflichtung von Tim Boss, eines potenziellen Konkurrenten.
Im Anschluss ging der Torwart erstmals ins Ausland und erhielt einen Zweijahresvertrag beim Schweizer Superligisten und Vizemeister FC St. Gallen.

## Erfolge
SV Wehen Wiesbaden
- Aufstieg in die 2. Bundesliga: 2019